# 格奥尔基·帕夫洛夫
格奥尔基·谢尔盖耶维奇·帕夫洛夫（俄语：Георгий Сергеевич Павлов；1910年11月23日（12月5日）—1991年10月6日）是第聂伯罗彼得罗夫斯克帮成员，苏共中央办公厅主任（苏共中央事务主任）、苏共马里地区委员会第一书记。